# Марио Ригамонти
Марио Ригамонти (на италиански: Mario Rigamonti) е италиански футболист, защитник, част от състава на Великият Торино.

## Кариера
Ригамонти играе като защитник, като започва своята кариера в академията на клуба от родния си град – Бреша Калчо, като по-късно прави своя професионален дебют за клуба през 1944 г. Той е привлечен от Торино през лятото на 1945 г., но заиграва за първия отбор на клуба едва след Втората световна война.
С Торино Ригамонти прави своя дебют в Серия А при загубата с 1:2 от градския съперник Ювентус на 14 октомври 1945 г. Общо има 140 мача за Торино и печели четири последователни скудети.
Ригамонти има и 3 мача за националния отбор на Италия между 1947 и 1949 г. Своя международен дебют прави по време на победата с 3:2 над Унгария на 11 май 1947 г.
Марио Ригамонти загива в самолетната катастрофа в Суперга на 4 май 1949 г. През 1959 г. футболният стадион в Бреша е преименуван на негово име.

## Отличия
Торино
- Серия А: 1945/46, 1946/47, 1947/48, 1948/49